# Friedmar
Friedmar bzw. Friedemar ist ein deutscher männlicher Vorname.
Der Name kommt aus dem Althochdeutschen und setzt sich zusammen aus fridu „Friede“ und māri „berühmt“. 

## Namensträger
- Friedmar Apel (1948–2018), deutscher Literaturwissenschaftler und Germanist
- Friedmar Erfurt (* 1941), deutscher Ingenieur, Professor für Technische Mechanik und ehemaliger Rektor der Technischen Universität Chemnitz
- Friedmar Hitzer (* 1969), deutscher Jazzgeiger
- Friedmar Kühnert (1924–2002), deutscher Klassischer Philologe
- Friedmar Lüke (1932–2012), Journalist und Hörfunkdirektor des Süddeutschen Rundfunks
- Friedmar Teßmer (1940–2010), deutscher Offizier, zuletzt Brigadegeneral der Bundeswehr